# Chiesa di San Michele a Rovezzano
La chiesa di San Michele a Rovezzano è un luogo di culto cattolico che si trova nell'omonima via nel quartiere di Rovezzano, nella periferia est di Firenze.

## Descrizione e stile
Documentata sin dal XII secolo, fu completamente rinnovata nel 1840. Di patronato dei Bartolini-Salimbeni, il cui stemma sul portale in pietra del Cinquecento è attribuito a Baccio d'Agnolo, conserva all'interno a croce latina una duecentesca Maestà o Madonna in trono con Angeli del Maestro della Maddalena sull'altare di sinistra, un San Michele in terracotta policroma, opera della bottega di Giovanni della Robbia (1520 circa) proveniente da un tabernacolo all'esterno della canonica, e all'altare maggiore un Crocifisso dipinto su tavola e sagomato (1400 circa), appartenente all'attigua Compagnia.
Sulla volta a botte, stucchi ed affreschi decorativi ottocenteschi raffiguranti San Michele, la Fede, gli Apostoli.